# 2025년 전국생활체육대축전
2025 전국생활체육대축전은 2025년 4월 24일부터 4월 27일까지 대한민국 전라남도에서 열렸다.

## 개요
- 대회명칭 : 2025 전국생활체육대축전
- 개최기간 : 2025년 4월 24일 ~ 2025년 4월 27일
- 개최지 : 전라남도
- 구호 : 생명의 땅 전남, 함께날자 대한민국!
- 참가인원 : 선수 및 임원 2만여명
- 종별 : 12세이하부, 15세이하부, 18세이하부, 대학부, 일반부
- 경기종목: 41개 종목(정식 41)
- 주최: 대한체육회
- 주관: 전라남도, 전라남도체육회
- 마스코트 :